# Хилари Дъф
Хилари Ерхард Дъф (на английски: Hilary Erhard Duff) е американска актриса и поп певица.

## Биография
След спечелената слава от изиграването на главната роля в телевизионното шоу „Лизи Макгуайър“ (Lizzie McGuire), Дъф започва филмова кариера, като нейни най-сполучливи филми са „Деца на килограм“ (Cheaper By The Dozen, 2003), „Лизи Макгуайър – филмът“ (The Lizzie McGuire Movie. 2003), „Историята на Пепеляшка“ (2004) и „Не се предавай“ (Raise Your Voice, 2004). Тя печели 15 милиона щатски долара през 2005 г. и по 12 милиона щатски долара през 2006 г. и 2007 г.
Дъф разширява репертоара си в поп-музиката с три RIAA certified платинени албума и над 13 милиона продадени копия по целия свят. Нейният първи студиен албум „Metamorphosis“ е заверен с троен платинен статут и следват още два албума – „Оная с тъпите филми“ (2004) и „Most wanted“ (2005). Последният за сега студиен албум на Дъф „Dignity“ е пуснат в продажба през април 2007 г. и получава златен статут през август 2007 г. Дотогава са продадени около 907 300 копия на албума по целия свят.
Тя създава модната линия „Нещо от Хилари Дъф“ (Stuff by Hilary Duff) и парфюмите „С любов...“ (With love...) и „Обгърнат с любов“ (Wrapped with love). Дъф и нейната майка са продуценти на филма „Материални момичета“ (Material Girls, 2006), в който Хилари участва със сестра си, а Хилари помага за издаването на дебютния ѝ албум.
Най-новите филми на Дъф са екшън трилър комедията „Война ООД“, чиято премиера по кината е на 23 май 2008 г., анимационната комедия „Бой с храна!“ (Foodfight!) и независимите продукции „Грета“ (Greta) и „Нечупливо стъкло“ (Safety glass), а снима „Остани готин“ (Stay Cool).

## Произход и първи актьорски изяви
Хилари Дъф е родена в Хюстън, Тексас на 28 септември 1987 г. Тя е второ дете на Робърт Ерхард Дъф, собственик на верига магазини за бързо хранене и Сюзан Колийн (по баща Коб), домакиня. Хилари има по-голяма сестра, Хейли Дъф, която е също актриса и певица. След като майката на Дъф насърчава Хилари да влезе в актьорския клас заедно с по-голямата си сестра Хейли, и двете момичета печелят роли в най-различни местни театрални представления.
Съответно на по шест и осем години сестрите Дъф участват в балета „Лешникотрошачката“ с Колумбус Балет Мет в Сан Антонио. Сестрите са повече ентусиазирани от идеята за професионално играене и евентуално преместване в Калифорния с тяхната майка, която и осъществяват. Боб Ерхард Дъф остава във фамилната къща в Хюстън да се грижи за семейния бизнес. След няколко години от прослушвания и срещи, сестрите Дъф участват в най-различни телевизионни реклами.

## Телевизия

### Ранна кариера
Ранната кариера на Дъф е белязана с малки роли, започващи с излизането на уестърн минисериала „Истинска жена“(True woman) през 1997 г. Тя участва във второстепенна роля и във филма на сценариста-режисьор Уилям Карол, драмата „Любовни приключения“(Playing by heart) през 1998 г.
Нейна първа по-голяма роля е участието ѝ във филма „Каспър среща Уенди“(Casper meets Wendy) през 1998 г.(продължение на „Каспър“), в който тя играе малката магьосница Уенди, която случайно се среща с анимирания герой Каспър.
През 1999 г. Дъф се появява като поддържаща роля под името Ели в ТВ филма
„Колекционерът на души“(The Soul collector), базиран на едноименния роман на Катлин Кейн и в който участват Брус Грийнуд и Мелиса Гилбърт. Дъф печели Награда за млад артист за „Най-добро изпълнение в телевизионен филм или поддържаща роля на млада актриса“ за нейната роля във филма.

### „Лизи Макгуайър“
Нейната майка, която е и неин мениджър я подтиква и тя получава роля в детския ТВ сериал „Лизи Макгуайър“(Lizzie McGuire). В сериала тя получава едноименната главна роля на нормално момиче от средно училище. Сериалът се фокусира около нейния живот и бавното развитие през тийнейджърските години. Други играещи главните роли във филма са Лалейн, Адам Ламбърг, Джейк Томас, Клейтън Снайдер, Ашли Брилаулт, Робърт Карадайн и Хейли Тод.
„Лизи Макгуайър“ е пуснат по Дисни Ченъл на 12 януари 2001 г. Определен е като хит и гледан от средно 2,3 милиона зрители на епизод. Сериалът има 65 епизода в два сезона. Дъф продължава да играе героинята си Лизи Макгуайър в игралния филм „Лизи Макгуайър-филмът“ (The Lizzie McGuire Movie) през 2003 г. Филмът печели $ 42,6 милиона и предизвиква смесени чувства в отделни критици, докато други са позитивни и обнадеждаващи за филма.

### Други участия
По времето ѝ в „Лизи Макгуайър“, тя играе главната роля заедно с Кристи Карлсон Романо и Гари Кол в ТВ филма на Дисни Ченъл „Кадет Кели“ (2002)(Cadet Kelly). Във филма тя играе свободно, жизнено момиче, което влиза във военно училище (не по свое желание) и там намира строга и сурова дисциплинирана среда.
Дъф също така и гостува в някои ТВ сериали. Първият ѝ път е като болно дете в медицинския сериал „Чикагска надежда“(Chicago hope) през март 2000 г. В епизод на 'Джордж Лопес"(George Lopez) от 2003 г. тя е в ролята на продавач на гримове; по-късно тя се появява отново в сериала през 2005 г. като поет феминистка, приятелка на герой от сериала – Кармен. През 2003 г. тя, заедно със сестра си Хейли играе в "Американски мечти'(American dreams), също и през 2005 г. за малко. По време на нейното турне на албума ѝ „Най-желан“(Most wanted), тя пее в Гуадалахара, Мексико, където за малко се появява в мексиканската тийн теленовела „Непокорните“(Rebelde), където играе себе си и разговаря с групата RBD. Появата ѝ в „Непокорните“ е в 439 епизод. Дъф гостува в 'Шоуто на Анди Милонакис"(The Andy Milonakis Show) за неговата премиера на третия сезон през март 2007 г.

## Филмова кариера
Първата роля на Дъф в кино филм е в „Човешка природа“ (2002)(Human nature). Дъф играе една от главните героини във филма като малка.

### 2003 – 2004
Нейната първа по-голяма роля в кино филм е в семейния екшън „Агент Коуди Банкс“ (Agent Cody Banks) с Франки Мюниц през 2003 г. Филмът е сполучлив и получава добри мнения, довели до втора част, в която Дъф не участва.
След това тя продължава историята за Лизи Макгуайър в игралния филм „Лизи Макгуайър-филмът“ (2003) (The Lizzie McGuire Movie), който надвишава очакванията за печалба.
По-късно през годината тя играе едно от дванадесетте деца на Стийв Мартин и Бони Хънт в семейната комедия „Деца на килограм“ (Cheaper by the dozen), който остава нейният най-голям филм и до днес. Тя повтаря ролята си на Лорейн Бейкър в продължението на „Деца на килограм“ – „Деца на килограм 2“ (2005) (Cheaper by the dozen 2), който не е толкова сполучлив, колкото първия филм и е обсипан от критики.
През 2004 г. Дъф играе главната роля в романтичната комедия „Историята на Пепеляшка“ (A Cinderella story). Преобладават негативни оценки за филма и критиците не са впечатлени от изпълнението на Дъф във филма.
По-късно през годината тя играе главна роля в „Не се предавай“ (Raise your voice), нейна първа роля в драма. Някои критици хвалят Дъф за появяването ѝ в по-зряла и сериозна роля в сравнение с предишните нейни филми. Критиците изтъкват дигитално подобрения глас на Дъф и са равнодушни към нейното актьорско изпълнение. Филмът събира много приходи и е доста сполучливив (от към бюджет) филм на Дъф. Същата година Дъф получава първата си номинация „Златна малина“ (Razzie) за най-лоша актриса за нейната роля в „Историята на Пепеляшка“.

### 2005 – 2006
През 2005 г. играе главна роля в „Перфектният мъж“ (The Perfect man), в който тя играе по-голямата дъщеря на разведена жена. Филмът приема повече остри оценки и не събира печалби според очакванията – „само“ $ 19,7 милиона. Същата година Дъф отново е номинирана за „Златна малина“ – и за „Перфектният мъж“, и за „Деца на килограм 2“.
Сатиричната комедия от 2006 г. „Материални момичета“(Material girls), в която тя участва заедно със сестра си Хейли, също няма добри оценки от критиците, като събира „само“ $ 16,8 милиона от цял свят. Във филмът, режисиран от Марта Колидж, участващите сестри Дъф са в ролите на богати сестри, които трябва да поправят състоянието си след един скандал. Хилари получава две други номинации за антинаградите „Златна малина“ за нейната роля във филма.

### 2007 – 2008
В началото на 2007 г. сестрите Дъф озвучават компютърната анимация „Бой с храна“ (Foodfight), която е направена от „Lions Gate Films“ и излиза през април 2008 г. Дъф участва и в главната роля заедно с Джон Кюсак във „Война ООД“ (War, Inc.), който излиза през май 2008 г. На 7 септември 2007 г. Дъф гостува в „Много при поискване“ (Much on Demand), защото ще филмира два независими филма – „Грета“ (Greta) и „Нечупливо стъкло“ (Safety Glass). Те са завършени в края на 2007 г. и се очаква премиерите им да бъдат в края на 2008 г. или началото на 2009 г.
През юни 2008 г. бе съобщено, че тя ще участва в неин нов филм, който се казва „Остани готин“ (Stay cool). В него тя ще влезе в ролята на Шаста О`Нийл, секси гимназистка от горните класове, която флиртува с по-възрастен писател и го кани на нейния бал. Снимките започват в края на юли 2008 г. Във филма ще участват и други звезди като Уинона Райдър, Сийн Остин, Марк Полиш и Джон Крайър от „Двама мъже и половина“.

## Музикална кариера

### 2002 – 2004
През 2002 г. Дъф записва кавър на песента на Брук Маклаймънт – „Не мога да чакам“ (I can’t wait) за албума „Лизи Макгуайър саундтрак“ (Lizzie McGuire soundtrack) и „The Tiki Tiki Tiki Room“ за първия „Диснимания“ компилационен албум.
Нейният първи албум е „Пътечката на Дядо Коледа“ (2002) (Santa Claus Lane), колекция от коледни песни, който включват дуети с нейната сестра Хейли, Лил Ромео, Кристина Милиън.
Песента „Пътечката на Дядо Коледа“ (Santa Claus Lane) е включен като саундтрак във филма „Дядо Коледа 2“ (Santa Clause 2), а друга песен – „Каква Коледа щеше да бъде“ (What Christmas Should Be) е саундтрака на „Деца на килограм“ (Cheaper by the dozen). Дъф записва няколко песни през 2003 г. за албума „Лизи Макгуайър-филмът саундтрак“ (Lizzie McGuire Movie soundtrack), включващи сингъла „Защо не“ (Why not), който се класира под номер 14 в Австралия.
Вторият албум на Дъф и неин първи студиен – „Метаморфоза“(2003) (Metamorphosis) достига до първите места в американските и канадските класации. Той става един от най-продаваните албуми за годината в САЩ и оттогава има над 3,7 милиона продадени копия.
Водещият сингъл „Така вчерашен“ (So yesterday) е в топ 10 хитове в няколко държави, а видеото му е пускано много пъти по MTV.
Неин друг сингъл „Признавам си всичко“ (Come clean), който е музикална тема на „Лагуна Бийч“ (Laguna beach) е първият ѝ в топ 40 на САЩ и достига топ 20 във Великобритания, Австралия и Нова Зеландия.
Третият сингъл „Малък глас“ (Little voice) става малък хит в Канада и Австралия.
В края на 2003 г. Дъф предприема първото си концертно турне, Metamorphosis Tour, а по-късно и Most Wanted Tour. Основно провеждани в големи градове, концертите печелят много от продажбите на билети.
Вторият албум на „Диснимания“ – „Диснимания 2“ е пуснат през януари 2004 г. и съдържа дуета на Дъф „Песента на сиамската котка“ (The Siamese cat song) с нейната сестра. В друга песен от албума – „Кръг от живот“ (Circle of life) участват Дъф и други Дисни звезди.
Дъф и нейната сестра записват едноименния кавър на The Go-Go’s – „Нашите устни са затворени“ (Our Lips Are Sealed) за албума „Историята на Пепеляшка саундтрак“ (A Cinderella story soundtrack), който включва и други две песни на Дъф. Видеото на „Нашите устни са затворени“ (Our Lips Are Sealed) е популярно в Total Request Live по MTV, но се проваля в американската класация Billboard Hot 100.
Третият албум на Дъф е кръстен на нея – „Хилари Дъф“ (Hilary Duff), в който тя съавторства няколко песни. Тя характеризира албума като повече „личен“ и имащ „рок елементи“, отколкото „Метаморфоза“ (Metamorphosis). Той е пуснат по време на нейния седемнадесети рожден ден (септември 2004) и дебютира като номер 2 в САЩ и като номер 1 в Канада. Албумът разпродава над 1,5 милиона копия в САЩ за осем месеца. Но сингълът „Летя“ (Fly) се проваля в класацията Hot 100, въпреки че е съпровождан от популярно видео. „Летя“ (Fly) достига до топ 40 в Австралия, където вторият сингъл „Някой ме пази“ (Someone’s watching over me), който е и музикална тема в „Извиси гласа си“, се класира в топ 40. Дъф допринася с песента „(I’ll Give) Anything but Up!“ за албума „Marlo Thomas & Friends: Thanks & Giving All Year Long“(2004).

### 2005 – 2006
Четвъртият албум на Дъф, „Най-желан“ (2005) (Most wanted), включва нейни любими песни от предишните ѝ два албума, ремикси и нови песни вдъхновени от поп-рок музиканти като „Убийците“ (The Killers) и „Муза“ (Muse). Сънаписан с Джоуъл Маден и неговия брат Бенджи, членове на групата Good Charlotte, „Най-желан“ (Most wanted) e повече творчески владян от Дъф в сравнение с предишните ѝ албуми.
Водещият сингъл „Събуди се“ (Wake up) става най-високо класираният сингъл на Дъф от албума в американските Hot 100, а неговото видео се върти по МТВ.
Видеото на втория сингъл „Биене на сърцето ми“ (Beat of my heart) е също така популярно, но сингълът сам по себе си се проваля в класациите в САЩ. Албумът дебютира под номер едно в Billboard 200 и става нейният трети албум дебютирал под номер 1 в Канада. Компилационният албум „Завинаги“ (4ever) е пуснат през 2006 г. Дъф записва нови песни за нейния филм „Материални момичета“, които включват продуцираната от Тимбърленд песен (кавър на „Материално момиче“ (Material girl) на Мадона) с нейната сестра Хейли – „Материални момичета“ (Material girls).

### 2007 – 2008
В четвъртия студиен албум „Достойнство“ (Dignity) тя сънаписва текстовете заедно с Кара Диогуарди, която съпродуцира албума с Рет Лорънс, Ричард „Хъмпти“ Вижън, Тим и Боб и други. Дъф обявява, че със сравнение с предишната ѝ музика това е „повече танцувално“ и се прави от повече реални инструменти. Тя казва: „Не знам точно как да обясня какво сме направили, но това е забавно и нещо различно, нещо ново за мен. Наистина е яко.“ Тя също така описва музиката на албума като „по-малко поп-рок и повече електронно звучене“.
Първият сингъл „Игра с огъня“ (Play with fire) става малък клубен хит, но се проваля в класациите в САЩ; вторият сингъл „С любов“ (With love) е повече сполучлив и става най-високо класираният в Горещите 100 хит на Дъф и по-високо в класацията Billboard’s Hot Dance Club Play. Видеото на песента е използвано като реклама за първия аромат на Дъф – „С любов…Хилари Дъф“ („With love…Hilary Duff“), който бе пуснат в продажба през септември 2006 г. Видеото достига номер едно в Total Request Live. Албумът е пуснат през април 2007 г. в Северна Америка, а другаде по-рано. Той достига до топ 5 в САЩ и Канада, топ 20 в Австралия и топ 40 в Великобритания. Турнето на „Достойнство“ (Dignity tour) започва в средата на 2007 г. Третият сингъл „Непознат“ (Stranger) е номер 1 клубен хит. През 2007 г. Дъф записва нейния нов сингъл „Протегни ръка“ (Reach out) (който е кавър на песента на „Депеш Мод“ – „Личен Исус“ (Personal Jesus).
Продължението на турнето на Дъф „Dignity tour“ завършва в Мексико, Бразилия и Австралия през февруари 2008 г. Оттогава тя не е излизала на голямата сцена. През октомври излиза видеото на сингълът ѝ „Reach out“.
На 11 ноември излезе новия ѝ компилационен албум „Най-доброто от Хилари Дъф“ (Best of Hilary Duff), съставляван от най-успешните ѝ песни през годините, които имат и видео със себе си и две нови песни – „Reach out“ и „Holiday“ с техните ремикси.

## Предприемачество
Дъф пуска нейната модна линия „Нещо от Хилари Дъф“ („Stuff by Hilary Duff“) през март 2004 г. с дрехи разпространявани чрез Таргет в САЩ, Кмарт в Австралия, Зелерс в Канада и Едгарс сторс в Южна Африка. Компанията, първоначално започнала като линия за облекло, разширява нейния бизнес към мебели, аромати и бижута, прицелени главно към тийнейджърите. През 2007 г. интернет сайта www.stardoll.com представя модната линия на купувачите, като им позволява да обличат с нея кукли в сайта (които включват кукла-двойница на Хилари Дъф) с дрехите.
„Плеймейтс Тойс“ (Playmates Toys) пускат на пазара кукла изглеждаща точно като нея през 2004 г. В края на 2006 г. Мател пускат Барби кукла като Хилари Дъф. Куклата е анатомически точна, и Дъф замисля специални дрешки за нейната кукла.
През септември 2006 г. Дъф пуска нейния парфюм „С любов… Хилари Дъф“ („With love… Hilary Duff“), който е направен в компанията на Елизабет Арден. Дъф за първи път го представя в шоуто The View. Парфюмът първоначално е продаван само в Макис в САЩ, но е продаван и в други региони като Япония и Канада. През 2007 г. Дъф съобщава, че тя ще пусне нова версия на парфюма с име „Обгърнат с любов“ („Wrapped with love“).
Дъф и нейният домашен любимец кучето Лола се появяват в компютърната игра „Симс 2: Домашни любимци“ (The Sims 2: Pets), която е пусната през октомври 2006 г. В конзолната версия на играта героинята на Дъф посещава обществени места и играчите могат да играят с нея и нейното куче в играта. Дъф и други известни личности като Парис Хилтън и Джесика Симпсън са често критикувани за показването на техните кучета по-скоро като модни аксесоари отколкото като домашни любимци.

## Личен живот
Дъф започва да се среща с певеца Аарън Картър през 2001 г. Те се запознават в „Лизи Макгуайър“, когато Картър има роля в коледния епизод. Връзката им продължава две години. Аарън Картър напуска Дъф заради Линдзи Лоън, но скоро скъсва с нея и се връща при Дъф. По-късно той заявява, че е изневерявал на Дъф с най-добрата ѝ приятелка и това „разбило сърцето ѝ“ и сега той „съжалява“, че го е направил.
На 23 март 2007 г. в Celebrity Death Match Дъф и Лоън правят изявления относно Аарън Картър. По-късно и двете заявяват, че са били въвлечени в смъртна вражда, заради връзките им с Картър. Дъф и Лоън се сдобряват през 2007 г. Лоън присъства на партито по случай излизането на новия албум на Хилари „Достойнство“ (Dignity) и пред списание „People“ Дъф казва, че „Лоън е забавно и добро момиче“.
Дъф започва да се среща с вокалиста на Good Charlotte Джоуъл Маден през 2004 г. След дълги спекулации от страна на таблоидите, най-накрая майката на Хилари обявява публично връзката им през юни 2005 г. През юни 2006 г. в интервю за списание „Elle“ Дъф казва: „...девствеността е нещо, което харесвам в себе си. Това не значи, че не съм мислила за секс...“
По-късно пред Much Music Дъф казва, че репликите преписани ѝ в списанието изобщо не са били казани от нея и че това не е тема, по която би говорила. Дъф и Маден се разделят през ноември 2006 г.
Дъф участва в различни благотворителни акции, защитничка е на правата на животните. Тя дарява $ 250 000 за жертвите на урагана Катрина. През 2005 г. тя дарява и над 2,5 милиона обяда за жертвите на урагана Катрина в Южните щати. През август 2006 г. Хилари посещава начално училище в Ню Орлеанс, където раздава храна на нуждаещите се. Тя е част от съветническия борд на „Audrey Hepburn Child Benefit Fund“ и съвета от знаменитости на „Деца с кауза“ (Kids with a Cause).
През август 2005 г. Дъф заявява, че си е полирала зъбите, защото си е нащърбила единия от предните зъби на микрофона по време на концерт. Тя обяснява: „Зъбите ми не са много здрави и аз постоянно ги наранявам на микрофона. На едно участие аз буквално изплюх половинките на двата си предни зъба.“ След това веднага ѝ ги оправят, така че да съвпаднат с предишния размер на зъбите.
За 2005 г. Хилари спечелва $ 15 милиона.
Родителите на Дъф се разделят през 2006 г. след 22 години брак заради изневяра на бащата. В песните „Stranger“ и „Gypsy Woman“ тя излива болката си от раздялата на родителите си.
През 2007 г. Хилари многократно е снимана с играча от НХЛ (Национална Хокейна Лига) Майк Комри. Въпреки че Дъф никога не признава публично връзката си, те са засичани многократно да се целуват и прегръщат, Дъф дори ходи на някои от мачовете на Майк, а той ѝ подарява кола за $ 100 000 за двадесетия ѝ рожден ден. На 19.02.2010 г. Майк обявява, че с Хилари са сгодени.
През декември 2007 г. с годишен доход от $55 милиона Дъф се класира на седмо място в класацията на сп. „Forbes“ „Топ 20 доходи за под 25-годишна възраст“.
През лятото на 2010 г. Хилари Дъф се омъжва за хокеиста Майк Комри. Церемонията се състои в Санта Барбара, Калифорния.
През август 2011 г. тя съобщава в собствения си сайт, че с Майк чакат дете.
Хилари ражда син на име Лука Круз Комри на 20 март 2012 г.
По-късно двамата се развеждат, а тя започва да се среща с Матю Кома. През октомври 2018 г. им се ражда дъщеричка – Банкс Вайълет Баир. На 9 май 2019 г. Дъф разкрива чрез инстаграм пост, че Матю и тя са сгодени.

## Филмография
| премиера     | година | българско име                             | оригинално име              | роля                                      |
| ------------ | ------ | ----------------------------------------- | --------------------------- | ----------------------------------------- |
| 8 септември  | 1998   | „Каспър среща Уенди“                      | Casper Meets Wendy          | Уенди                                     |
| 24 октомври  | 1999   | „Колекционерът на души“                   | The Soul Collector          | Ели                                       |
| 18 май       | 2001   | „Човешка природа“                         | Human Nature                | младата Lila Jute                         |
| 8 март       | 2002   | „Кадет Кели“                              | Cadet Kelly                 | Кели Колинс                               |
| 14 март      | 2003   | „Агент Коди Банкс“                        | Agent Cody Banks            | Натали Конърс                             |
| 26 април     | 2003   | „Лизи Макгуайър-филмът“                   | The Lizzie McGuire Movie    | Елизабет „Lizzie“ McGuire/Isabella Parigi |
| 25 декември  | 2003   | „Деца на килограм“                        | Cheaper By The Dozen        | Lorraine Baker                            |
| 10 юли       | 2004   | „Историята на Пепеляшка“                  | A Cinderella Story          | Samantha „Sam“ Montgomery                 |
| 3 октомври   | 2004   | „Извиси гласа си“                         | Raise Your Voice            | Teresa „Terri“ Fletcher                   |
| 23 ноември   | 2004   | „В търсенето на Дядо Коледа“              | In Search Of Santa          | Princess Crystal                          |
| 17 юни       | 2005   | „Перфектният мъж“                         | The Perfect Man             | Holly Hamilton                            |
| 21 декември  | 2005   | „Деца на килограм 2“                      | Cheaper By The Dozen 2      | Lorraine Baker                            |
| 18 август    | 2006   | „Материални момичета“                     | Material Girls              | Tanzania „Tanzie“ Marchetta               |
| 23 май       | 2008   | „Корпорация Война“                        | War, Inc. (Brand Hauser)    | Yonica Babyyeah                           |
| 29 май       | 2009   | „Какво отива нагоре“ („Нечупливо стъкло“) | What Goes Up (Safety Glass) | Lucy Diamond                              |
| 11 декември  | 2009   | „Грета“                                   | Greta                       | Greta                                     |
| 16 юни       | 2009   | „Бой с храна!“                            | Foodfight!                  | Sunshine Goodness                         |
| 16 септември | 2009   | „Остани готин“                            | Stay Cool                   | Shasta O'Neil                             |
| 20 май       | 2011   | „Блъдуърт“                                | Bloodworth                  | Raven Lee Halfacre                        |
| 18 април     | 2010   | „Бизнесът на влюбването“                  | Beauty and the Briefcase    | Lane Daniels                              |

## Сериали
| година      | българско име             | оригинално име          | роля                      |
| ----------- | ------------------------- | ----------------------- | ------------------------- |
| 2000        | „Чикагска надежда“        | Chicago hope            | Джеси Seldon              |
| 2000        | „Татенце“                 | Daddio                  | неизвестна                |
| 2001 – 2004 | „Лизи Макгуайър“          | Лизи Макгуайър          | Елизабет „Лизи“ Макгуайър |
| 2003        | „Джордж Лопес“            | George Lopez            | Kenzie                    |
| 2003        | „Американски мечти“       | American dreams         | Shangri-Las               |
| 2004        | „Фрейзър“                 | Frasier                 | Бритни                    |
| 2005        | „Джоан от Аркадия“        | Joan of Arcadia         | Dylan Samuels             |
| 2005        | „Джордж Лопес“            | George Lopez            | Stephanie                 |
| 2006        | „Непокорните“             | Rebelde                 | Hilary Duff               |
| 2007        | „Шоуто на Анди Милонакис“ | The Andy Milonakis Show | Hilary Duff               |
| 2009        | „Шепот от отвъдното“      | Ghost Whisperer         | Morgan Jeffries           |
| 2009        | „Клюкарката“              | Gossip Girl             | Olivia                    |
| 2010        | „Колеж Грийндейл“         | Community               | Meghan                    |
| 2012        |                           | Project Runway          | Herself                   |
| 2013        | „Да отгледаш Хоуп“        | Raising Hope            | Rachel                    |
| 2013        | „Двама мъже и половина“   | Two and a Half Men      | Stacey                    |

## Дискография

### Студийни албуми
- „Santa Claus lane“ (2002)
- „Metamorphosis“ (2003)
- „Hilary Duff“ (2004)
- „Dignity“ (2007)
- „Breathe In. Breathe Out.“ (2015)

### Компилации
- „Most wanted“ (2005)
- „4ever“ (2006)
- „Best of Hilary Duff“ (2008)

### EP албуми
- „Metamorphosis Remixes“ (2003)
- „Dignity Remix“ (2007)

### Видео албуми
- „Hilary Duff: All Access Pass“ (2003)
- „Hilary Duff: The Concert – The Girl Can Rock“ (2004)
- „Learning to Fly“ (2004)

### Сингли
- „Why Not“ (2003)
- „So Yesterday“ (2003)
- „Come Clean“ (2004)
- „Little Voice“ (2004)
- „Our Lips Are Sealed“ (2004)
- „Fly“ (2004)
- „Someone's Watching Over Me“ (2005)
- „Wake Up“ (2005)
- „Beat of My Heart“ (2005)
- „Supergirl“ (2006)
- „Play with Fire“ (2006)
- „With Love“ (2007)
- „Stranger“ (2007)
- „Reach Out“ (2008)
- „Any Other Day“ (2009)
- „Breathing Room“ (2014)

## Видеоклипове
| Видеоклип                                | Премиера | Албум               |
| ---------------------------------------- | -------- | ------------------- |
| I can't wait                             | 2002     | -                   |
| Tell me a story (About the night before) | 2002     | Santa Claus lane    |
| Why not                                  | 2003     | -                   |
| So yesterday                             | 2003     | Metamorphosis       |
| Come clean                               | 2004     | Metamorphosis       |
| Our lips are sealed                      | 2004     | -                   |
| Fly                                      | 2004     | Metamorphosis       |
| Wake up                                  | 2005     | Most wanted         |
| Beat of my heart                         | 2005     | Most wanted         |
| Play with fire                           | 2006     | Dignity             |
| With love                                | 2007     | Dignity             |
| Stranger                                 | 2007     | Dignity             |
| Reach out                                | 2008     | Best of Hilary Duff |

## Турнета
- „Metamorphosis Tour“ (2003 – 2004)
- „Most Wanted Tour“ (2004 – 2005)
- „Still Most Wanted Tour“ (2005 – 2006)
- „Dignity Tour“ (2007 – 2008)

## Продукти

### Аромати
- „With Love... Hilary Duff“ (2006)